# Sachal Vasandani
Sachal Vasandani, conosciuto professionalmente come Sachal (...), è un cantante jazz statunitense.
Vasandani ha pubblicato Slow Motion Miracles con l'etichetta Okeh nel 2015. In precedenza aveva pubblicato tre album su Mack Avenue Records, Eyes Wide Open nel 2007, We Move nel 2009 e Hi-Fly nel 2011. È noto per le sue interpretazioni uniche di standard jazz e musica strumentale, ed è anche un cantautore, compositore e improvvisatore.
Nato a Chicago, Vasandani ha attirato l'attenzione nel 1999 quando è stato nominato Collegiate Jazz Vocalist of the Year dalla rivista Down Beat. Ha lavorato con Wynton Marsalis e la Lincoln Center Jazz Orchestra. Il suo album di debutto è stato Eyes Wide Open . Si è esibito costantemente in tutto il mondo sin dalla sua prima uscita su Mack Avenue Records nel 2007. Il suo secondo album, We Move (2009), è stato scelto dai critici del New York Times. Ha collaborato con molti dei più importanti artisti jazz della sua generazione e quelli delle generazioni precedenti, tra cui: Jon Hendricks, Wynton Marsalis, Bill Charlap, Bobby McFerrin, John Clayton, Stefon Harris, Gerald Clayton, Taylor Eigsti, Gretchen Parlato, Becca Stevens, Camila Meza e altri.
Si è laureato all'Università del Michigan, dove ha studiato jazz e musica classica.

## Critica
"Slow Motion Miracles" del 2015 è stato descritto come "Profondamente bello ... meraviglia ad occhi aperti che sottilmente influenza la maggior parte dell'album" in una recensione a 4 stelle della rivista Jazzwise.
Nel 2010, Vasandani è stato eletto dal Downbeat Nagazin Critic come "Stella emergente cantante Jazz"
In una recensione del 20 settembre 2009 sul New York Times, Nate Chinen ha definito Vasandani "un cantante jazz con buone idee, incluse alcune su cosa può essere un cantante jazz".
In una recensione di Eyes Wide Open, The Boston Globe ha suggerito che Vasandani è "maturo nel suono e ricco di consistenza, ma possiede anche abbastanza profondità giovanile nei suoi temi lirici per scongiurare le nebbie nelle quali i cantanti scivolano così facilmente prima del loro tempo".
In un'intervista a NPR andata in onda nel 2011, il conduttore Michele Norris ha detto: "Ogni tanto senti una voce speciale che ti fa sedere e prendere nota. Sachal Vasandani ha quella voce ".
Slow Motion Miracles (2015) commenta composizioni originali, che incorporano "una fusione quasi indefinibile del meglio del pop, dell'elettronica e del jazz". L'album è stato prodotto da Michael Leonhart. Nel 2021 è stato pubblicato l'album Midnight Shelter (Edition Records) in collaborazione con il pianista Romain Collin.

## Discografia

### Album
| Titoli               | Anno | Etichetta       |
| -------------------- | ---- | --------------- |
| Eyes Wide Open       | 2007 | Mack Avenue     |
| We Move              | 2009 | Mack Avenue     |
| Hi-Fly               | 2011 | Mack Avenue     |
| Slow Motion Miracles | 2015 | Okeh            |
| Shadow train         | 2018 | GSI             |
| Midnight Shelter     | 2021 | Edition Records |